# Мекенбах (Биркенфелда)
Мекенбах (њем. Meckenbach) општина је у њемачкој савезној држави Рајна-Палатинат. Једно је од 96 општинских средишта округа Биркенфелд. Према процјени из 2010. у општини је живјело 108 становника. Посједује регионалну шифру (AGS) 7134053.

## Географски и демографски подаци
Мекенбах се налази у савезној држави Рајна-Палатинат у округу Биркенфелд. Општина се налази на надморској висини од 413 метара. Површина општине износи 3,8 km². У самом мјесту је, према процјени из 2010. године, живјело 108 становника. Просјечна густина становништва износи 29 становника/km².